# Bruno Balz

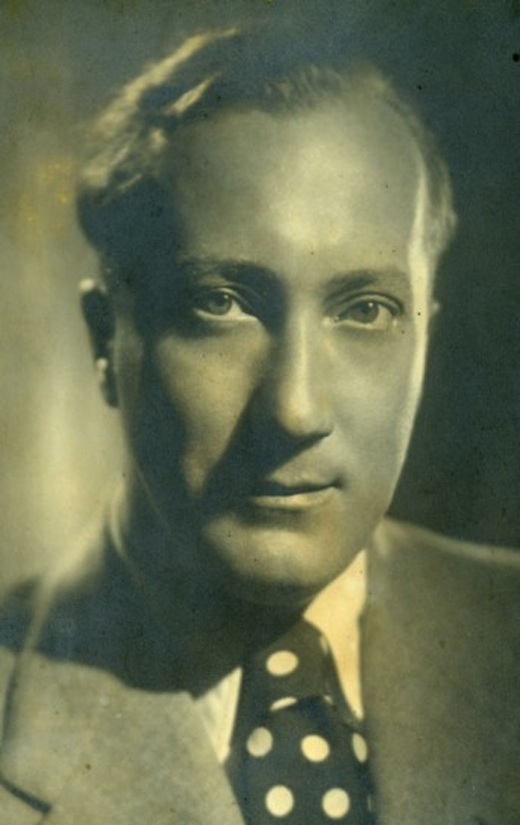
Bruno Balz im Alter von 33 Jahren

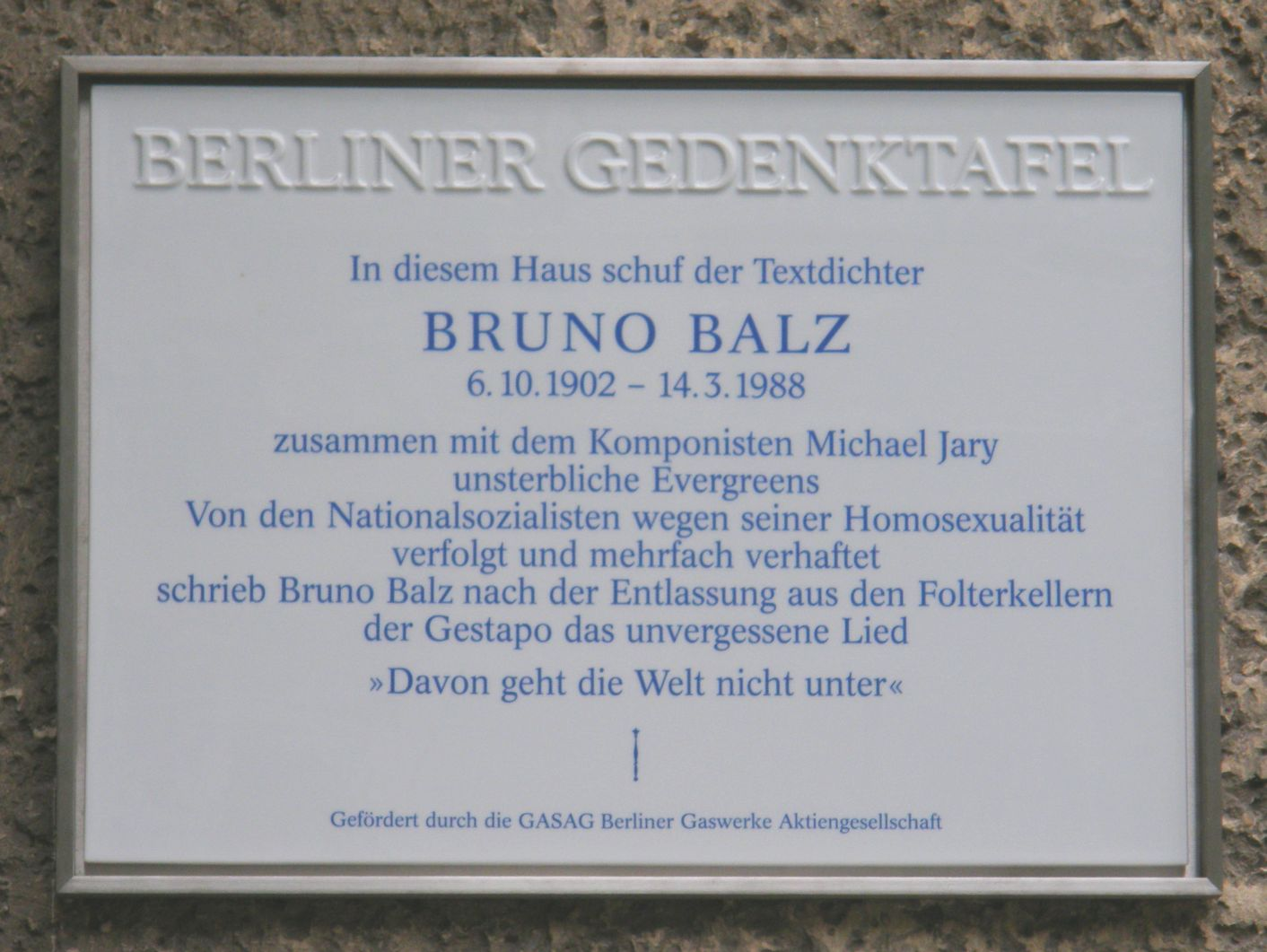
2008 enthüllte Berliner Gedenktafel am ehemaligen Wohnhaus von Balz in der Fasanenstraße 60, 10719 Berlin

Gustav Hermann Bruno Balz (* 6. Oktober 1902 in Berlin; † 14. März 1988 in Bad Wiessee) war ein deutscher Text- und Schlagerdichter, der insbesondere Texte für zahlreiche bekannte Hits des deutschen Films schrieb. Er war Verfolgter des NS-Regimes.

## Leben
Bruno Balz wurde als Sohn des Sattlers Hermann Balz und dessen Frau Emma geb. Neumann in der elterlichen Wohnung in der Schwedter Straße 21 in der Rosenthaler Vorstadt geboren und wuchs als Einzelkind auf. Bereits in seiner Schulzeit schrieb er Aufsätze in Gedichtform und Verse. Er absolvierte von 1917 bis 1920 eine Lehre zum Küfer und arbeitete als solcher bis 1923 in einer Berliner Weingroßhandlung.
Erste Liedtexte wurden 1923 veröffentlicht. Seine erfolgreiche Arbeit für den Film begann 1929 mit den Liedtexten für den ersten Tonfilm (Dich hab ich geliebt). Bis zu seinem Rückzug ins Privatleben in den 1960er Jahren schrieb er mehr als 1000 Schlager- und Liedtexte sowie auch Libretti für Operetten und Opern.
Balz bildete vor allem mit dem Komponisten Michael Jary von 1937 bis in die 1960er Jahre ein kongeniales Duo. Gemeinsam schufen sie die Lieder, die insbesondere Zarah Leander zum Weltstar machten. Er schrieb Texte für Schlager und Evergreens wie Der Wind hat mir ein Lied erzählt, Kann denn Liebe Sünde sein?, Ich brech’ die Herzen der stolzesten Frau’n, Das kann doch einen Seemann nicht erschüttern, Ich weiß, es wird einmal ein Wunder gescheh’n, Davon geht die Welt nicht unter, Berlin bleibt doch Berlin, Das machen nur die Beine von Dolores, Wir wollen niemals auseinandergehn, Mamma und Kleine Möwe, flieg nach Helgoland.
Interpreten waren unter anderem Beniamino Gigli, Leo Slezak, Ilse Werner, Rosita Serrano, Heinz Rühmann, Evelyn Künneke, Pola Negri, Rudi Schuricke, Greta Keller, Vico Torriani, Peter Alexander, Gerhard Wendland und Heidi Brühl.
Seine Erfolgstitel sind auch in einigen modernen Filmen enthalten, wie Die Blechtrommel, Das Boot, Schtonk! und Aimée & Jaguar.

### Homosexualität und Zeit des Nationalsozialismus
Bereits mit 17 Jahren war sich Balz seiner Homosexualität bewusst und engagierte sich in der Homosexuellenbewegung. Er ließ sich von Adolf Brand als Aktmodell gewinnen und veröffentlichte in einschlägigen Zeitschriften Gedichte, Aufsätze und Erzählungen. Balz wurde Mitglied im Bund für Menschenrecht, den Friedrich Radszuweit 1923 gegründet hatte. Dieser veröffentlichte 1924 mit Bubi laß uns Freunde sein eine der ersten schwulen Schallplatten, wozu Balz den Text und Erwin Neuber die Musik beisteuerten. Von 1928 bis 1930 war er Redakteur der von Radszuweit herausgegebenen Zeitschrift Die Freundin.
Balz wurde während der Zeit des Nationalsozialismus zweimal Opfer des Paragraphen 175, nachdem 1933 herausgekommen war, dass er zu dem jüdischen Sexualwissenschaftler Magnus Hirschfeld in enger Beziehung gestanden hatte. Im Jahr 1936 wurde er während einer Razzia im Großen Tiergarten nahe dem Bahnhof Zoo verhaftet und verbrachte mehrere Monate im Gefängnis, wurde jedoch unter Auflagen freigelassen. Sein Name sollte in der Öffentlichkeit nicht mehr auftauchen (auf Schellackplatten wird er jedoch angeführt); Fotos von ihm wurden vernichtet und keine weiteren publiziert; und er musste heiraten. Das Regime fand dafür die fünf Jahre jüngere Selma Pett, eine linientreue Krankenschwester aus Lauenburg in Pommern; die Hochzeit fand 1936 in Berlin-Wilmersdorf statt.
Im Sommer oder im November 1941 wurde Balz erneut von der Gestapo verhaftet, nachdem er in kompromittierender Situation mit einem jungen Mann ertappt worden war. Nach tagelanger Folter im Gestapo-Hauptquartier in der Prinz-Albrecht-Straße drohte ihm eine Inhaftierung im Konzentrationslager. Erst durch die Intervention von Jary, der vorgab, die von Propagandaminister Joseph Goebbels für den Film Die große Liebe geforderten Lieder als einen „Beitrag zur Kriegsanstrengung“ ohne die Hilfe seines Partners nicht zustande bringen zu können, kam Balz innerhalb weniger Stunden wieder frei. In Haft oder in den ersten 24 Stunden danach schrieb er zwei seiner größten Erfolge, nämlich Davon geht die Welt nicht unter und Ich weiß, es wird einmal ein Wunder gescheh’n.

### Nachkriegszeit
Genau wegen dieser „Durchhalteschlager“ für Propagandafilme wie Die große Liebe wurde Balz wenige Wochen nach Kriegsende von den Alliierten angeklagt. Balz wollte eigentlich nur wenig über sein Leben preisgeben, geriet aber in Beweisnot und musste gegen seinen Willen seine Homosexualität und die eingegangene Scheinehe offenbaren. Am 26. Oktober 1946 wurde er letztendlich durch die amerikanische Alliiertenbehörde freigesprochen. Eine Scheidung von seiner Ehefrau war nicht möglich, da diese die Einwilligung verweigerte. Balz ließ in den 1960er Jahren in Bad Wiessee ein Haus für sich bauen, in dem sie eine eigene Wohnung bekam. Sein Name wurde auch nachträglich kaum in den Vor- oder Abspann der Filme aufgenommen, obwohl es technisch möglich gewesen wäre.

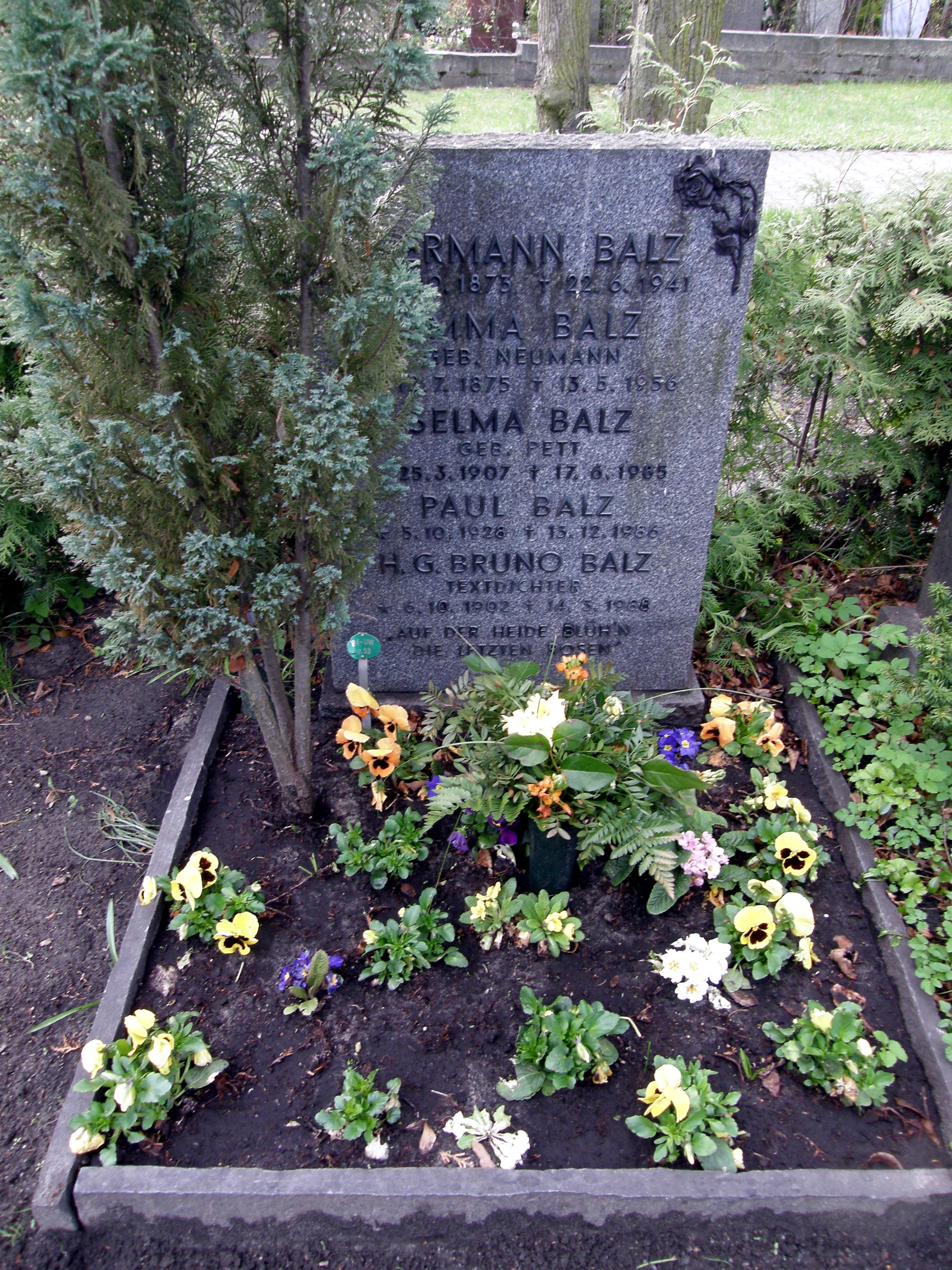
Grab von Bruno Balz auf dem Friedhof Wilmersdorf

Anfang der 1960er Jahre, im ersten Jahr der Bekanntschaft mit Jürgen Draeger, schrieb er für Zarah Leander das Lied Wir wollen niemals auseinandergehen. Michael Jary ließ das Lied nicht wie geplant von Zarah Leander interpretieren, sondern von Heidi Brühl. Damit endete die Zusammenarbeit der beiden.
Ein letzter großer Erfolg war sein Lied Mutter! / Mamma, das er schon 1941 für den Film Mamma (mit Beniamino Gigli) auf eine italienische Komposition geschrieben hatte. Das Lied wurde von anderen interpretiert und mit Heintje 1968 ein deutschsprachiger Hit. Von den Tantiemen des Liedes ließ Balz ein SOS-Kinderdorf bauen.

## Testament und Nachleben
In seinem Testament verfügte Balz, dass in den ersten zehn Jahren nach seinem Tod nicht über ihn gesprochen werden dürfe. Sein Lebensgefährte und Universalerbe Jürgen Draeger respektierte diesen Wunsch und konnte somit erst nach 1998 damit beginnen, den Nachlass und die Biografie von Bruno Balz aufzuarbeiten mit dem Ziel, „ihm seine Vergangenheit zurückzugeben“.
Die Grabstätte von Bruno Balz befindet sich auf dem Berliner Friedhof Wilmersdorf.
2021 wurde erstmals ein mit 2500 Euro dotierter Bruno-Balz-Preis verliehen, mit dem junge Chansontalente gefördert werden sollen. Erster Preisträger war der Lübecker Schauspieler Torben Appel. Ausgelobt wurde der Preis von Claudio Maniscalco, ein Schauspieler, Sänger und Schwager von Jürgen Draeger.
2024 erschien mit Im Schatten der Träume ein Dokumentarfilm über Balz und Jary.

## Werke (Auswahl)
| Jahr       | Liedtitel                                                                             | Komponist                                 | Hauptinterpret                                                 | Film / Bemerkung |
| ---------- | ------------------------------------------------------------------------------------- | ----------------------------------------- | -------------------------------------------------------------- | --- |
| ?          | Wer schenkt mir Liebe                                                                 | Franz Grothe                              |                                                                | – |
| 1931       | Wann kommt das große Glück                                                            | Werner Janssen                            |                                                                | [ 12 ] |
| 1933       | An einem Tag im Frühling                                                              | Franz Doelle                              |                                                                | Viktor und Viktoria |
| 1934       | Kleine Möwe, flieg nach Helgoland                                                     | Jim Cowler                                |                                                                | – |
| 1934       | Liebling mit dem blonden Haar                                                         | Jim Cowler                                |                                                                | – |
| 1934       | (diverse Lieder)                                                                      | Hans-Otto Borgmann                        |                                                                | Fürst Woronzeff |
| 1934       | (diverse Lieder)                                                                      | Franz Doelle                              |                                                                | Prinzessin Turandot; Texte mit Charles Amberg                                                                            |
| 1935       | (diverse Lieder, u. a. Ich muß mal was erleben!)                                      | Franz Doelle                              |                                                                | Amphitryon – Aus den Wolken kommt das Glück; Texte mit Charles Amberg                                                    |
| 1935       | (diverse Lieder)                                                                      | Franz Doelle                              |                                                                | Café Tomasoni (Königswalzer); Texte mit Hans Fritz Beckmann; Neuverfilmung 1955 als Königswalzer mit anderem Komponisten |
| 1935       | (diverse Lieder)                                                                      | Hans-Otto Borgmann                        |                                                                | Leichte Kavallerie |
| 1935       | (diverse Lieder)                                                                      | Hans-Otto Borgmann                        |                                                                | Königin der Liebe; Texte mit Hans Fritz Beckmann                                                                         |
| 1935       | (diverse Lieder)                                                                      | Walter Meißner                            |                                                                | Alles hört auf mein Kommando                                                                                             |
| 1935       | (diverse Lieder)                                                                      | Franz Doelle                              |                                                                | Fräulein Liselott |
| 1935       | Auf der Heide blüh’n die letzten Rosen                                                | Robert Stolz                              | Leo Slezak                                                     | Herbstmanöver |
| 1935       | In einer kleinen Stadt                                                                | Jim Cowler                                |                                                                | – |
| 1937       | Der Wind hat mir ein Lied erzählt                                                     | Lothar Brühne                             | Zarah Leander                                                  | La Habanera |
| 1937       | (diverse Lieder)                                                                      | Hans Carste                               |                                                                | Die milde Helene |
| 1937       | (diverse Lieder)                                                                      | Robert Stolz                              |                                                                | Austernlilli |
| 1938       | Kann denn Liebe Sünde sein?                                                           | Lothar Brühne                             | Zarah Leander                                                  | Der Blaufuchs |
| 1938       | Von der Pußta will ich träumen                                                        | Lothar Brühne                             | Zarah Leander                                                  | Der Blaufuchs |
| 1938       | Siehst du die Sterne?                                                                 | Lothar Brühne                             | Pola Negri                                                     | Die Nacht der Entscheidung                                                                                               |
| 1938       | Zeig der Welt nicht dein Herz                                                         | Lothar Brühne                             | Pola Negri                                                     | Die Nacht der Entscheidung                                                                                               |
| 1938       | Roter Mohn                                                                            | Michael Jary                              | Rosita Serrano                                                 | Schwarzfahrt ins Glück                                                                                                   |
| 1938       | Puppenparade (Heut marschiert die Garde auf)                                          | Gerhard Winkler                           | Carmen Lahrmann                                                | Monika / Ihr Leibhusar                                                                                                   |
| 1938       | Das ist Berlin (mit Hans Hannes)                                                      | Leo Leux                                  |                                                                | Es leuchten die Sterne                                                                                                   |
| 1938       | Es leuchten die Sterne (mit Hans Hannes)                                              | Leo Leux                                  | Rosi Rauch                                                     | Es leuchten die Sterne                                                                                                   |
| 1938       | Hände hoch (mit Hans Hannes)                                                          | Leo Leux                                  | Paal Roschberg                                                 | Es leuchten die Sterne                                                                                                   |
| 1938       | Ich brech’ die Herzen der stolzesten Frau’n                                           | Lothar Brühne                             | Heinz Rühmann                                                  | Fünf Millionen suchen einen Erben                                                                                        |
| 1938       | Das schönste an der Liebe ist die Heirat                                              | Michael Jary                              | Baby Gray & Robert Dorsay                                      | Ein bisschen Komödie |
| 1938       | Es singt meine alte Gitarre                                                           | Walter Meissner                           |                                                                | – |
| 1938       | Süße Frau’n aus Wien                                                                  | Hans Carste                               |                                                                | – |
| 1939       | Halt haben sie mein Herz gesehen                                                      | Leo Leuz                                  | Bernhard Ette                                                  | Das verliebte Abenteuer                                                                                                  |
| 1939       | Das kann doch einen Seemann nicht erschüttern                                         | Michael Jary                              | Heinz Rühmann & Hans Brausewetter & Josef Sieber               | Paradies der Junggesellen                                                                                                |
| 1939       | Fatme, erzähl’ mir ein Märchen                                                        | Nico Dostal                               | Zarah Leander                                                  | Das Lied der Wüste |
| 1939       | Sagt dir eine schöne Frau „vielleicht“                                                | Nico Dostal                               | Zarah Leander                                                  | Das Lied der Wüste |
| 1939       | Ein paar Tränen werd’ ich weinen                                                      | Nico Dostal                               | Zarah Leander                                                  | Das Lied der Wüste |
| 1939       | Heut’ Abend lad’ ich mir die Liebe ein                                                | Nico Dostal                               | Zarah Leander                                                  | Das Lied der Wüste |
| 1939       | Kairo (Du Märchenstadt am Nil)                                                        | Eric Helgar                               |                                                                | |
| 1939       | Allen schönen Frauen                                                                  | Michael Jary                              |                                                                | Weißer Flieder |
| 1939       | Simsalabim                                                                            | Leo Leux                                  | Schuricke-Terzett                                              | – |
| 1939       | Oui Madame                                                                            | Michael Jary                              | Peter Igelhoff                                                 | – |
| 1939       | Ja, der Peter                                                                         | Erich Plesow                              |                                                                | – |
| 1940       | Schiff ahoi                                                                           | Michael Jary                              | Zarah Leander                                                  | – |
| 1940       | Er heißt Waldemar                                                                     | Michael Jary                              | Zarah Leander                                                  | – |
| 1940       | Du darfst mir nie mehr rote Rosen schenken                                            | Michael Jary                              | Zarah Leander                                                  | – |
| 1940       | Und dann tanz’ ich einen Czardas                                                      | Michael Jary                              | Zarah Leander                                                  | – |
| 1940       | Junger Mann im Frühling                                                               | Will Meisel                               | Gloria Lilienborn und ihr Damenakkordeonorchester Camilla Horn | Polterabend |
| 1940       | Ach, es liebten sich zwei in der Rosenzeit                                            | Michael Jary                              | Soldatenchor                                                   | Zwei Welten |
| 1940       | Leg’ eine Tangoplatte auf                                                             | Michael Jary                              |                                                                | Zwei Welten |
| 1940       | Wen ich liebe                                                                         | Michael Jary                              | Zarah Leander                                                  | – |
| 1941       | So wird’s nie wieder sein                                                             | Gerhard Winkler                           | Ilse Werner                                                    | – |
| 1941       | Mein Leben – und Dein Leben                                                           | Michael Jary                              |                                                                | Auf Wiedersehn, Franziska                                                                                                |
| 1942       | Ich weiß, es wird einmal ein Wunder gescheh’n                                         | Michael Jary                              | Zarah Leander                                                  | Die große Liebe |
| 1942       | Davon geht die Welt nicht unter                                                       | Michael Jary                              | Zarah Leander                                                  | Die große Liebe |
| 1942       | Blaue Husaren (Heut’ kommen die blauen Husaren)                                       | Michael Jary                              | Zarah Leander                                                  | Die große Liebe |
| 1942       | Mein Leben für die Liebe – Jawohl!                                                    | Michael Jary                              | Zarah Leander                                                  | Die große Liebe |
| 1942       | Du und ich im Mondenschein                                                            | Werner Bochmann                           | Ilse Werner                                                    | – |
| 1942       | Das wird ein Frühling ohne Ende                                                       | Werner Bochmann                           | Ilse Werner                                                    | – |
| 1942       | Lieber alter Leuchtturm, leuchte                                                      | Herbert Noak                              |                                                                | – |
| 1943       | Jede Nacht ein neues Glück                                                            | Lothar Brühne                             | Zarah Leander                                                  | Damals |
| 1943       | Einen wie dich könnt’ ich lieben                                                      | Lothar Brühne                             | Zarah Leander                                                  | Damals |
| 1943       | Lass dein Herz bei mir zurück                                                         | Michael Jary                              |                                                                | Ein Mann mit Grundsätzen?                                                                                                |
| 1943       | Ich bin heut’ frei, meine Herrn                                                       | Franz Grothe                              | Kirsten Heiberg                                                | – |
| 1947       | Es war einmal eine Liebe                                                              | Alfred Jack                               |                                                                | – |
| 1949       | Berlin bleibt doch Berlin!                                                            | Will Meisel                               |                                                                | – |
| 1951       | Warum brauchen denn die Männer so viel Liebe? (franz. Original: Le soleil et la lune) | Charles Trenet                            | Zarah Leander                                                  | – |
| 1951       | Das machen nur die Beine von Dolores                                                  | Michael Jary                              | Gerhard Wendland                                               | Die verschleierte Maja                                                                                                   |
| 1951       | Das machen nur die Beine von Dolores                                                  | Michael Jary                              | Detlev Lais                                                    | – |
| 1951       | Das machen nur die Beine von Dolores                                                  | Michael Jary                              | Peter Alexander                                                | – |
| 1951       | Das ist nichts für kleine Mädchen                                                     | Michael Jary                              | Renée Franke                                                   | Die verschleierte Maja                                                                                                   |
| 1951       | Das ist nichts für kleine Mädchen                                                     | Michael Jary                              | Ingrid Lutz & Rudolf Platte                                    | – |
| 1952       | Das ist nichts für kleine Mädchen                                                     | Michael Jary                              | Rita Paul & Bully Buhlan                                       | |
| 1952       | Dreh’ dich noch einmal um                                                             | Heino Gaze                                | Rudi Schuricke                                                 | Pension Schöller (1952)                                                                                                  |
| 1952       | Und wenn’s auch Sünde war                                                             | Heino Gaze                                | Zarah Leander                                                  | Cuba Cabana |
| 1952       | Sag’ mir nie wieder „Je t’aime“                                                       | Heino Gaze                                | Zarah Leander                                                  | Cuba Cabana |
| 1952       | Du machst mich so nervös                                                              | Heino Gaze                                | Zarah Leander                                                  | Cuba Cabana |
| 1952       | Eine Frau in meinen Jahren                                                            | Heino Gaze                                | Zarah Leander                                                  | Cuba Cabana |
| 1952       | Schatten der Vergangenheit                                                            | Heino Gaze                                | Zarah Leander                                                  | Cuba Cabana |
| 1952       | Bongo Boogie                                                                          | Michael Jary                              | Evelyn Künneke                                                 | Große Starparade |
| 1952       | Ich sende dir Rosen (Original: Red Roses For A Blue Lady)                             | Sid Tepper Roy C. Bennett                 | Gerhard Wendland                                               | Album Dankeschön |
| 1953       | Wart’ nicht auf die große Liebe                                                       | Franz Grothe                              | Zarah Leander                                                  | Ave Maria |
| 1953       | Ich kenn’ den Jimmy aus Havanna                                                       | Franz Grothe                              | Zarah Leander                                                  | Ave Maria |
| 1953       | Wenn die wilden Rosen blüh’n                                                          | Franz Grothe                              | Zarah Leander                                                  | Ave Maria |
| 1953       | So eine Nacht …                                                                       | Werner Eisbrenner                         | Greta Keller                                                   | Ein Herz spielt falsch                                                                                                   |
| 1955       | Wenn der Vater mit dem Sohne                                                          | Heino Gaze                                | Heinz Rühmann & Oliver Grimm                                   | Wenn der Vater mit dem Sohne                                                                                             |
| 1955       | Du bist schön wie Musik                                                               | Heino Gaze                                | Vico Torriani                                                  | Ein Herz voll Musik |
| 1958       | O Wermeland, du schönes                                                               | Traditional                               | Zarah Leander                                                  | – |
| 1958       | In meinem Garten                                                                      | Traditional                               | Zarah Leander                                                  | – |
| 1958       | Du glaubst doch nicht                                                                 | Traditional                               | Zarah Leander                                                  | – |
| 1958       | Ich kann ganz ohne Menschen sein                                                      | Traditional                               | Zarah Leander                                                  | – |
| 1958       | Tanzet, tanzet, meine lieben Mädchen                                                  | Traditional                               | Zarah Leander                                                  | – |
| 1958       | Du sagst, du wärst der beste Tänzer                                                   | Traditional                               | Zarah Leander                                                  | – |
| 1958       | Männertreu                                                                            | Traditional                               | Zarah Leander                                                  | – |
| 1958       | Weiße Weihnacht Original: White Christmas                                             | Irving Berlin                             | Zarah Leander                                                  | – |
| 1959       | Nie wieder so einen wie Waldemar                                                      | Michael Jary                              | Zarah Leander                                                  | – |
| 1959       | Bleib’ hier, dich führt kein Weg zurück                                               | Franz Grothe                              | Zarah Leander                                                  | – |
| 1960       | Wir wollen niemals auseinandergehn                                                    | Michael Jary                              | Heidi Brühl                                                    | – |
| 1960       | Wir wollen niemals auseinandergehn                                                    | Michael Jary                              | Vivi Bach                                                      | Wir wollen niemals auseinandergehen                                                                                      |
| 1961       | Othello (Original: The Birth of the Blues)                                            | Ray Henderson                             | Zarah Leander                                                  | – |
| 1961       | Antonius (Original: Strike up the Band)                                               | George Gershwin                           | Zarah Leander                                                  | – |
| 1941       | Mutter! (Original: Mamma)                                                             | Cesare Andrea Bixio                       | Beniamino Gigli                                                | Mutter! |
| 1967       | Mama                                                                                  | Cesare Andrea Bixio                       | Heintje                                                        | Zum Teufel mit der Penne                                                                                                 |
| 1967       | Ich kann ganz ohne Menschen sein                                                      | Traditional                               | Zarah Leander                                                  | – |
| Aufn. 1970 | Einmal wird Frieden sein                                                              | Michael Jary                              | Zarah Leander                                                  | (Nur auf CD erschienen)                                                                                                  |
| Aufn. 1972 | Das Schönste, was das Leben gab (Original: The Best Things in Life Are Free)          | Buddy DeSylva & Lew Brown & Ray Henderson | Zarah Leander                                                  | (Nur auf CD erschienen)                                                                                                  |
| 1973       | Fragen (Original: Indecifrabile)                                                      | Gino Ravallese                            | Zarah Leander                                                  | – |
| 1973       | Adieu (Original: Farväl)                                                              | Richard Heep                              | Zarah Leander                                                  | – |